# بقعه امیر سید کمال‌الدین
بقعه امیر سید کمال الدین و میر شمس الدین مربوط به سدهٔ ۹ ه.ق است و در شهرستان بهشهر،  روستای کوهستان واقع شده و این اثر در تاریخ ۲۷ مرداد ۱۳۶۴ با شمارهٔ ثبت ۱۶۷۱ به‌عنوان یکی از آثار ملی ایران با ردیف اصلی ۱۱۷۴۴ بنام روستای کوهستان به ثبت رسیده است.